# MLX
MLX (англ. MLX, MAX dimerization protein) – білок, який кодується однойменним геном, розташованим у людей на короткому плечі 17-ї хромосоми. Довжина поліпептидного ланцюга білка становить 298 амінокислот, а молекулярна маса — 33 300.
| 10         |  | 20         |  | 30         |  | 40         |  | 50         |
| ---------- |  | ---------- |  | ---------- |  | ---------- |  | ---------- |
| MTEPGASPED |  | PWVKASPVGA |  | HAGEGRAGRA |  | RARRGAGRRG |  | ASLLSPKSPT |
| LSVPRGCRED |  | SSHPACAKVE |  | YAYSDNSLDP |  | GLFVESTRKG |  | SVVSRANSIG |
| STSASSVPNT |  | DDEDSDYHQE |  | AYKESYKDRR |  | RRAHTQAEQK |  | RRDAIKRGYD |
| DLQTIVPTCQ |  | QQDFSIGSQK |  | LSKAIVLQKT |  | IDYIQFLHKE |  | KKKQEEEVST |
| LRKDVTALKI |  | MKVNYEQIVK |  | AHQDNPHEGE |  | DQVSDQVKFN |  | VFQGIMDSLF |
| QSFNASISVA |  | SFQELSACVF |  | SWIEEHCKPQ |  | TLREIVIGVL |  | HQLKNQLY   |

A: Аланін

C: Цистеїн

D: Аспарагінова кислота

E: Глутамінова кислота

F: Фенілаланін

G: Гліцин

H: Гістидин

I: Ізолейцин

K: Лізин

L: Лейцин

M: Метіонін

N: Аспарагін

P: Пролін

Q: Глутамін

R: Аргінін

S: Серин

T: Треонін

V: Валін

W: Триптофан

Кодований геном білок за функціями належить до репресорів, активаторів, фосфопротеїнів. 
Задіяний у таких біологічних процесах, як транскрипція, регуляція транскрипції, альтернативний сплайсинг. 
Білок має сайт для зв'язування з ДНК. 
Локалізований у цитоплазмі, ядрі.